# Verdad y política
Verdad y política es un ensayo de Hannah Arendt. Debido a la polémica en torno a su publicación Eichmann en Jerusalén en 1964, Arendt reflexionó sobre la relación entre verdad y política para obtener respuestas a dos problemas diferentes: “El primero se refiere a la cuestión de si siempre es correcto decir la verdad. El segundo surgió de la asombrosa cantidad de mentiras utilizadas en la 'Controversia': mentiras sobre lo que escribí, por un lado, y sobre los hechos que informé, por el otro.“  El ensayo apareció algo modificado en inglés en 1967 y revisado nuevamente en alemán en 1969.

## La comprensión de Arendt de la política
Para Arendt, la diversidad de los participantes es una condición de lo político: “La política se basa en el hecho de la pluralidad de personas”. Con respecto a la república soviética, escribe, “que nadie puede ser llamado feliz si no participa en los asuntos públicos, que nadie es libre si no sabe por experiencia lo que es la libertad pública, y que nadie es libre o feliz, si no tiene poder, es decir, si no participa en el poder público.“  Basada en la polis griega, considera el peligro contemporáneo de la política significativa en la verdad y la política. Arendt considera que la capacidad de emitir juicios al tratar con la verdad, tanto de los gobernados como de los gobernantes, está en peligro, no solo en las sociedades totalitarias, sino también en las comunidades "democráticas". Ella describe el "sentido de dirección" político y moral como amenazado.

## Áreas de la política y la verdad
Hannah Arendt afirma que lo que es verdad no puede ser determinado por la política. Ésta no es su tarea, sino el campo del filósofo, científico, juez, historiador, periodista y otras profesiones. Los políticos, por otro lado, tienden a estar "en guerra" con la verdad. Cita la afirmación de Platón de que unir la verdad con la política solo tiene consecuencias antipolíticas con respecto a la política. Por otro lado, Arendt defiende la política, ya que es la única forma de que las personas “cambien el mundo."

## La verdad en la política
En Verdad y política, Hannah Arendt distingue las "verdades de la razón" de las "verdades fácticas", ya que el ámbito de lo político se relaciona con ellas de manera diferente. “Cuando el poder político ataca las verdades racionales, transgrede, por así decirlo, el territorio que le pertenece, mientras que todo ataque a las verdades fácticas tiene lugar dentro de la propia esfera política.“  Arendt describe la manipulación de la historiografía por parte de la política en relación con los ataques de la política a las verdades fácticas. Como ejemplo, cita el papel de León Trotski en la Revolución rusa, que no se menciona en ningún libro de historia soviética. La separación de la verdad de la razón y la verdad de hecho es, en su opinión, de gran importancia para la política. Al hacerlo, considera que la verdad de los hechos corre mucho más riesgo que la verdad de la razón
Existen estrechas conexiones entre la visión política y los propios intereses por un lado y la mentira por el otro. Una consecuencia de esto es que los políticos no son tan específicos sobre los hechos. Es diferente con la verdad, porque es “lo que el hombre no puede cambiar; metafóricamente hablando, es el suelo sobre el que nos apoyamos y el cielo que se extiende sobre nosotros.“  De modo que las verdades se oponen a las opiniones y juicios, que pueden cambiarse. “La dificultad radica en el hecho de que la verdad fáctica, como toda verdad, hace un reclamo de validez que excluye cualquier debate, y la discusión, intercambio y disputa de opiniones, es la esencia misma de toda la vida política. “  Sin embargo, los hechos siguen siendo fundamentales para la valoración de opiniones y limitan la posibilidad de formarse una opinión:

Tatsachen sind der Gegenstand von Meinungen, und Meinungen können sehr verschiedenen Interessen und Leidenschaften entstammen, weit voneinander abweichen und doch alle noch legitim sein, solange sie die Integrität der Tatbestände, auf die sie sich beziehen, respektieren.
H. Arendt

"Los hechos son objeto de opiniones, y las opiniones pueden provenir de intereses y pasiones muy diferentes, variar ampliamente y, sin embargo, todas son legítimas siempre que respeten la integridad de los hechos con los que se relacionan".
En los sistemas totalitarios, pero también en otras formas de sociedad, Arendt ya no considera la integridad personal como un hecho: en las dictaduras, los hechos inconvenientes se falsifican y suprimen sin vacilación, en la democracia moderna se intenta presentar los hechos inconvenientes como expresiones de opinión de marginados políticos para enfrentarlos. Según Arendt, sólo en tal situación es la "veracidad" una virtud política.

### Transformación de verdades fácticas en opiniones.
Para la era moderna, Arendt diagnostica un cambio en el conflicto entre política y verdad. El conflicto entre política y verdades parece haber desaparecido. En cambio, son los hechos los que son hostiles a la política:

Zwar hat es vermutlich nie eine Zeit gegeben, die so tolerant war in allen religiösen und philosophischen Fragen, aber es hat vielleicht auch kaum je eine Zeit gegeben, die Tatsachenwahrheiten, welche den Vorteilen oder Ambitionen einer der unzähligen Interessengruppen entgegenstehen, mit solchem Eifer und so großer Wirksamkeit bekämpft hat.
H. Arendt

"Si bien es probable que nunca haya habido un momento en el que haya sido tan tolerante con todas las cuestiones religiosas y filosóficas, tal vez nunca haya habido un momento en el que las verdades fácticas, que se oponen a las ventajas o ambiciones de uno de los innumerables grupos de interés, con tanto celo, etc. haya luchado con gran eficacia."
Arendt se refiere aquí a hechos que son bien conocidos por el "público informado". Por tanto, es un fenómeno que estos hechos sean tratados ahora (1967) como “tabúes”, es decir, como secretos, aunque no son secretos. Hablar de estos hechos sería peligroso. Este problema no se limita al “mundo llamado libre”, sino que se ha dado a conocer a través del nacionalsocialismo y el estalinismo. En la época del nacionalsocialismo era considerablemente más peligroso hablar de campos de exterminio "cuya existencia no era un secreto" que hablar de ideologías como el antisemitismo.
En el “mundo libre”, en cambio, sólo se puede hablar de “hechos desagradables” porque consciente e inconscientemente se “transforman en opinión”. Esto se aplica, por ejemplo, a “hechos históricos inconvenientes, como el hecho de que el gobierno de Hitler fue apoyado por la mayoría del pueblo alemán o que Francia fue derrotada decisivamente por Alemania en 1940 o la política profascista del Vaticano en los últimos años de guerra. Estos hechos —en referencia a la libre expresión de opinión— "se tratarían como si no fueran hechos, sino cosas sobre las que se podría tener tal o cual opinión".

### Impotencia y poder de la verdad contra la política
Según Arendt, la verdad siempre está en desventaja en caso de conflicto en comparación con los “poderes e intereses existentes”. “Las artes de la persuasión o la violencia pueden destruir la verdad”, escribe. Sin embargo, la política no puede reemplazar la verdad por otra cosa, y en esto la verdad tiene “fuerza propia”. Esta conexión se aplica “a las verdades religiosas y racionales así como, quizás más obviamente, a las verdades fácticas." 

### Credibilidad e imparcialidad
En este ensayo, la política se ve desde el punto de vista de la verdad. Hannah Arendt postula:

Wer nichts will als die Wahrheit sagen, steht außerhalb des politischen Kampfes, und er verwirkt diese Position und die eigene Glaubwürdigkeit, sobald er versucht, diesen Standpunkt zu benutzen, um in die Politik selbst einzugreifen. [Allerdings bleibt die Frage,] ob diesem Standpunkt selbst eine politische Bedeutung zukommt.
H. Arendt

“Quienes no quieren más que decir la verdad están fuera de la lucha política, y pierden esta posición y su propia credibilidad en cuanto tratan de utilizar este punto de vista para intervenir en la política misma. [La pregunta, sin embargo, sigue siendo] si este punto de vista en sí mismo tiene algún significado político".
Cualquiera que quiera descubrir hechos, juzgarlos, crear arte, realizar ciencia, reconstruir la historia o adquirir conocimientos filosóficos tiene que adoptar una posición imparcial que solo se puede encontrar fuera de la comunidad y la sociedad. Para las profesiones relacionadas, se excluyen el “compromiso político” y la “defensa de una causa”. Sin embargo, estas personas no se limitan del todo a esta función: “Son modos de existencia humana y como tales son conocidos por todas las personas; No se trata de tipos que se hayan formado de antemano, sino de profesiones en las que nadie está completamente absorto." 

## Ficciones en política
Contra la transformación de las verdades fácticas en opiniones, Hannah Arendt invoca la facticidad incontrovertible de lo fáctico. Esto permanece intacto a pesar de cualquier superposición debido a las ficciones propagandísticas totales:

Wo Tatsachen konsequent durch Lügen und Totalfiktionen ersetzt werden, stellt sich heraus, daß es einen Ersatz für die Wahrheit nicht gibt. Denn das Resultat ist keineswegs, daß die Lüge nun als wahr akzeptiert und die Wahrheit als Lüge diffamiert wird, sondern daß der menschliche Orientierungssinn im Bereich des Wirklichen, der ohne die Unterscheidung von Wahrheit und Unwahrheit nicht funktionieren kann, vernichtet wird.
H. Arendt

“Donde los hechos son reemplazados constantemente por mentiras y ficciones totales, resulta que no hay sustituto para la verdad. Porque el resultado no es de ninguna manera que la mentira sea ahora aceptada como verdadera y la verdad sea difamada como mentira, sino que el sentido humano de orientación en el ámbito de lo real, que no puede funcionar sin la distinción entre verdad y falsedad, es destruido".
El rechazo de la objetividad y la alteración del sentido de la orientación también golpean a los que están en el poder. Éstos estarían sujetos a sus propias ficciones por autosugestión, lo que al mismo tiempo les ayudaría a producirlas de forma más plausible:

Im Unterschied zu Lügen der Außenpolitik, die sich immer an einen Feind von außen wenden und nicht unbedingt das innenpolitische Leben der Nation zu bestimmen brauchen, sind die auf den inneren Gebrauch zugeschnittenen »Images« eine große Gefahr für die gesamte Erfahrungswirklichkeit des Volkes, und die ersten Opfer dieser modernen Art zu lügen sind natürlich die Hersteller dieser
Fiktionen selbst.
H. Arendt

“A diferencia de las mentiras en política exterior, que siempre se dirigen a un enemigo externo y no necesariamente tienen que determinar la vida política interna de la nación, las imágenes diseñadas para uso interno son un gran peligro para toda la experiencia del pueblo y las primeras víctimas de esta forma moderna de mentir son, por supuesto, los propios creadores de estas ficciones".
Sin embargo, la facticidad de un hecho no puede resolverse tan fácilmente:

[D]as klarste Zeichen der Faktizität eines Faktums ist eben dies hartnäckige Da[-Sein], das letztlich unerklärbar und unabweisbar alle menschliche Wirklichkeit kennzeichnet. Die Propagandafiktionen zeichnen sich dagegen stets dadurch aus, daß in ihnen alle partikularen Daten einleuchtend geordnet sind, daß jedes Faktum voll erklärt ist, und dies gibt ihnen ihre zeitweise Überlegenheit; dafür fehlt ihnen die unabänderbare Stabilität alles dessen, was ist, weil es nun einmal so und nicht anders ist. Konsequentes Lügen ist im wahrsten Sinne des Wortes bodenlos und stürzt Menschen ins Bodenlose, ohne je imstande zu sein, einen anderen Boden, auf dem Menschen stehen könnten, zu errichten.
H. Arendt

“El signo más claro de la facticidad de un hecho es precisamente ese ser terco, que al final, inexplicable e irrefutablemente, caracteriza toda la realidad humana. Las ficciones de la propaganda, en cambio, siempre se caracterizan por el hecho de que todos los datos particulares están claramente ordenados en ellas, que cada hecho está completamente explicado, y esto les da su superioridad temporal; por otro lado, carecen de la estabilidad inalterable de todo lo que es, porque es así y no es diferente. Mentir consistentemente es en el verdadero sentido de la palabra el vacio y sumerge a la gente en el vacio, sin nunca ser capaz de construir otro terreno en el que la gente pueda apoyarse".
Con esto en mente, Hannah Arendt concluye:

Wo prinzipiell und nicht nur gelegentlich gelogen wird, hat derjenige, der einfach sagt, was ist, bereits zu handeln angefangen, auch wenn er dies gar nicht beabsichtigte.
H. Arendt

"Dondequiera que se encuentre en principio y no solo ocasionalmente, la persona que simplemente dice lo que es verdad ya ha comenzado a actuar, incluso si no tenía la intención de hacerlo".